# Serixia
Serixia – rodzaj chrząszczy z rodziny kózkowatych i podrodziny zgrzypikowych.

## Zasięg występowania
Przedstawiciele tego rodzaju występują w Indiach, Chinach, na Tajwanie, w Azji Południowo-Wschodniej oraz na Nowej Gwinei.

## Systematyka
Do Serixia należą 153 gatunki i 3 podrodzaje:

- Podrodzaj: Nigroserixia Breuning' 1958
  - Serixia atripes
- Podrodzaj: Serixia Pascoe, 1856
  - Serixia affinis
  - Serixia albertisi
  - Serixia albofemorata
  - Serixia albopleura
  - Serixia albosternalis
  - Serixia andamanensis
  - Serixia andamanica
  - Serixia annulata
  - Serixia anterufa
  - Serixia apicalis
  - Serixia apicefuscipennis
  - Serixia apicenigra
  - Serixia argentea
  - Serixia argenteifrons
  - Serixia argenteipennis
  - Serixia assamana
  - Serixia assamensis
  - Serixia atritarsis
  - Serixia atroapicalis
  - Serixia auratoides
  - Serixia aureosplendens
  - Serixia aureovittata
  - Serixia aurescens
  - Serixia aurulenta
  - Serixia bakeri
  - Serixia basalis
  - Serixia basilana
  - Serixia basirufa
  - Serixia batchianensis
  - Serixia bihamata
  - Serixia binhensis
  - Serixia bootangana
  - Serixia botelensis
  - Serixia buruensis
  - Serixia cavifrons
  - Serixia cebuensis
  - Serixia celebensis
  - Serixia celebiana
  - Serixia cephalotes
  - Serixia ceylonica
  - Serixia cheesmani
  - Serixia chinensis
  - Serixia cinereotomentosa
  - Serixia coomani
  - Serixia corporaali
  - Serixia cupida
  - Serixia curta
  - Serixia dapitana
  - Serixia densevestita
  - Serixia discoidalis
  - Serixia elegans
  - Serixia elongatula
  - Serixia flavicans
  - Serixia formosana
  - Serixia fulvida
  - Serixia fuscotibialis
  - Serixia fuscovittata
  - Serixia histrio
  - Serixia impuncticollis
  - Serixia inapicalis
  - Serixia inconspicua
  - Serixia javanica
  - Serixia juisuiensis
  - Serixia khasiana
  - Serixia kisana
  - Serixia laosensis
  - Serixia laticeps
  - Serixia latitarsis
  - Serixia literata
  - Serixia longicornis
  - Serixia malaccana
  - Serixia marginata
  - Serixia matangensis
  - Serixia maxima
  - Serixia menadensis
  - Serixia merangensis
  - Serixia microphthalma
  - Serixia mindanaoni
  - Serixia mindoroensis
  - Serixia modesta
  - Serixia modiglianiis
  - Serixia mortyana
  - Serixia multipunctata
  - Serixia nicobarica
  - Serixia nigricornis
  - Serixia nigripennis
  - Serixia nigritarsis
  - Serixia nigroapicalis
  - Serixia nigrofasciata
  - Serixia nigrolateralis
  - Serixia nigrotibialis
  - Serixia nilghirica
  - Serixia niveotomentosa
  - Serixia novaebritanniae
  - Serixia optabilis
  - Serixia ornata
  - Serixia palliata
  - Serixia phaeoptera
  - Serixia plagiata
  - Serixia praeusta
  - Serixia prasinata
  - Serixia prolata
  - Serixia proxima
  - Serixia pseudoplagiata
  - Serixia pubescens
  - Serixia puncticollis
  - Serixia punctipennis
  - Serixia quadrina
  - Serixia quadriplagiata
  - Serixia ranauensis
  - Serixia robusta
  - Serixia rondoni
  - Serixia rufobasipennis
  - Serixia rufula
  - Serixia salomonum
  - Serixia sandakana
  - Serixia sarawakensis
  - Serixia sedata
  - Serixia sericeipennis
  - Serixia siamensis
  - Serixia signaticornis
  - Serixia simplex
  - Serixia singaporana
  - Serixia sinica
  - Serixia spinipennis
  - Serixia subaurea
  - Serixia subelongata
  - Serixia subrobusta
  - Serixia sumatrana
  - Serixia testaceicollis
  - Serixia thailandensis
  - Serixia trigonocephala
  - Serixia triplagiata
  - Serixia truncata
  - Serixia truncatipennis
  - Serixia uniformis
  - Serixia varians
  - Serixia variantennalis
  - Serixia variicornis
  - Serixia varioscapus
  - Serixia vateriae
  - Serixia vitticollis
  - Serixia woodlarkiana
- Podrodzaj: Xyaste Pascoe, 1866
  - Serixia finita
  - Serixia fumosa
  - Serixia invida
  - Serixia nigripes
  - Serixia paradoxa
  - Serixia paradoxoides
  - Serixia rubripennis
  - Serixia semiusta
  - Serixia torrida